# Assassinat d'Henry Gurney
Insurrection communiste malaise
Pour les articles homonymes, voir Gurney.
L'assassinat d'Henry Gurney (en) est survenu le 7 octobre 1951, au plus fort de l'insurrection communiste malaise. Le Haut-Commissaire britannique a été tué par des membres du Parti communiste malais au point milliaire 56½, Kuala Kubu Road, alors qu'il se rendait à Fraser's Hill pour une réunion.

## Assassinat
Gurney montait dans sa Rolls-Royce Silver Wraith avec sa femme, le secrétaire privé DJ Staples, et son chauffeur malais dans le cadre d'un convoi qui comprenait une voiture blindée de reconnaissance, une camionnette sans fil de la police et un land rover avec six policiers malais assis à l'arrière. À 13 km du site de l'embuscade, la fourgonnette sans fil a développé des problèmes de moteur et le commandant a conseillé à Gurney d'attendre, mais Gurney a décidé de poursuivre le reste du convoi.
97 km au nord de Kuala Lumpur, alors que le convoi entre dans une courbe de la route, il a été pris en embuscade par un groupe de 38 guérilleros du Parti communiste malais, qui a ouvert le feu sur le convoi avec trois fusils mitrailleurs, des mitraillettes et des fusils. Gurney et cinq des six policiers malais du land rover ont été blessés et son chauffeur tué. Les deux véhicules se sont arrêtés lorsque des balles ont crevé leurs pneus. Gurney a poussé sa femme et son secrétaire privé dans le plancher de la voiture, puis est sorti et a titubé vers le site de l'embuscade en criant à plusieurs reprises «C'est l'autoroute du roi!» pour éloigner les tirs des insurgés de la voiture vers lui-même. Les guérilleros ont tiré dans sa direction, le frappant mortellement.
La voiture blindée de reconnaissance a poussé devant la Rolls-Royce avec quelques difficultés pour obtenir de l'aide d'un poste de police voisin. Les insurgés sont restés dans la région pendant une dizaine de minutes, tirant par intermittence sur tout ce qui bougeait. Un clairon retentit alors et les insurgés se retirèrent.
Lorsque les tirs se sont atténués, Lady Gurney a rampé hors de la Rolls Royce, pour découvrir le corps de son mari gisant dans un fossé au bord de la route. Vingt minutes plus tard, l'officier responsable de la voiture blindée de reconnaissance est arrivé sur les lieux avec des renforts du poste de police. Le corps de Gurney a été placé sur une civière et transporté à l'hôpital.
Selon le chef communiste Chin Peng (en), l'embuscade était une routine mais le meurtre était un hasard, et les guérilleros ont seulement appris que le haut-commissaire était parmi les morts grâce aux reportages de presse.